# Championnats d'Europe de karaté 2001
Les championnats d'Europe de karaté 2001 ont eu lieu du 11 au 13 mai 2001 à Sofia, en Bulgarie. Il s'agissait de la 36e édition des championnats d'Europe de karaté senior.

## Résultats

### Épreuves individuelles

#### Kata
| Rang | Pays    | Karatéka            |
| ---- | ------- | ------------------- |
| 1    | Italie  | Luca Valdesi        |
| 2    | Italie  | L. Maurino          |
| 3    | France  | Joël Carpin         |
| 3    | Espagne | J. Hernandez Alonso |

| Rang | Pays      | Karatéka                      |
| ---- | --------- | ----------------------------- |
| 1    | France    | Myriam Szkudlarek             |
| 2    | Tchéquie  | P. Nova                       |
| 3    | Espagne   | Miriam Cogolludo de la Herras |
| 3    | Allemagne | M. Niino                      |

#### Kumite

##### Kumitemasculin
| Rang | Pays        | Karatéka            |
| ---- | ----------- | ------------------- |
| 1    | Espagne     | Davíd Luque Camacho |
| 2    | Angleterre  | M. Hodge            |
| 3    | Yougoslavie | P. Bajic            |
| 3    | Slovaquie   | M. Sebesta          |

| Rang | Pays       | Karatéka           |
| ---- | ---------- | ------------------ |
| 1    | France     | Alexandre Biamonti |
| 2    | Turquie    | B. Kandaz          |
| 3    | Angleterre | J. Ledgister       |
| 3    | ' Espagne  | A. Ramiro Molina   |

| Rang | Pays     | Karatéka              |
| ---- | -------- | --------------------- |
| 1    | Espagne  | Oscar Vázquez Martins |
| 2    | Pays-Bas | A. Boeelbai           |
| 3    | Turquie  | H. Alagas             |
| 3    | Croatie  | Gustaff Lefevre       |

| Rang | Pays               | Karatéka          |
| ---- | ------------------ | ----------------- |
| 1    | Italie             | G. Talarico       |
| 2    | Bosnie-Herzégovine | A. Hadzic         |
| 3    | France             | Olivier Beaudry   |
| 3    | Espagne            | Iván Leal Reglero |

| Rang | Pays     | Karatéka           |
| ---- | -------- | ------------------ |
| 1    | Espagne  | T. Herrero Barcelo |
| 2    | Pays-Bas | Daniël Sabanovic   |
| 3    | France   | Yann Baillon       |
| 3    | Italie   | Salvatore Loria    |

| Rang | Pays       | Karatéka           |
| ---- | ---------- | ------------------ |
| 1    | France     | Seydina Balde      |
| 2    | Angleterre | Leon Walters       |
| 3    | Italie     | David Benetello    |
| 3    | Italie     | Stefano Maniscalco |

| Rang | Pays        | Karatéka                  |
| ---- | ----------- | ------------------------- |
| 1    | Espagne     | D. Felix                  |
| 2    | Pays-Bas    | Daniël Sabanovic          |
| 3    | Grèce       | Konstantinos Papadopoulos |
| 3    | Yougoslavie | P. Stojadinov             |

##### Kumiteféminin
| Rang | Pays     | Karatéka         |
| ---- | -------- | ---------------- |
| 1    | Espagne  | E. Garcia Romero |
| 2    | France   | Nadia Mecheri    |
| 3    | France   | Vanessa Ruiz     |
| 3    | Roumanie | Stefania Sandu   |

| Rang | Pays      | Karatéka       |
| ---- | --------- | -------------- |
| 1    | France    | Nathalie Leroy |
| 2    | Turquie   | L. Coskun      |
| 3    | Allemagne | N. Jacobs      |
| 3    | Tchéquie  | P. Piskacova   |

| Rang | Pays        | Karatéka                  |
| ---- | ----------- | ------------------------- |
| 1    | France      | Laurence Fischer          |
| 2    | Espagne     | Gloria Casanova Rodriguez |
| 3    | Yougoslavie | S. Pekovic                |
| 3    | Angleterre  | T. Weekes                 |

| Rang | Pays        | Karatéka           |
| ---- | ----------- | ------------------ |
| 1    | Allemagne   | Nadine Ziemer      |
| 2    | Luxembourg  | Tessy Scholtes     |
| 3    | Espagne     | Cristina Feo Gomez |
| 3    | Yougoslavie | V. Vrhovec         |

### Épreuves par équipes

#### Kata
| Rang | Pays    | Karatékas |
| ---- | ------- | --------- |
| 1    | Espagne |           |
| 2    | Italie  |           |
| 3    | France  |           |
| 3    | Turquie |           |

| Rang | Pays      |
| ---- | --------- |
| 1    | Espagne   |
| 2    | Italie    |
| 3    | Allemagne |
| 3    | France    |

#### Kumite
| Rang | Pays       | Karatékas                     |
| ---- | ---------- | ----------------------------- |
| 1    | France     | Alexandre Biamonti, notamment |
| 2    | Espagne    |                               |
| 3    | Angleterre |                               |
| 3    | Italie     | Salvatore Loria, notamment    |

| Rang | Pays       |
| ---- | ---------- |
| 1    | Turquie    |
| 2    | Angleterre |
| 3    | Espagne    |
| 3    | France     |